# Karl-Erik Grahn
Karl-Erik Grahn (5 de novembro de 1914 - 14 de março de 1963) foi um futebolista sueco. Ele competiu na Copa do Mundo FIFA de 1938, sediada na França, na qual a seleção de seu país terminou na quarta colocação.